# Zamęty
Zamęty (d. Holendry Danowiec) – wieś w Polsce położona w województwie wielkopolskim, w powiecie kaliskim, w gminie Mycielin.
Dawna wieś olęderska założona w 1787 jako rzędówka bagienna. Zachowany kościół (dawniej ewangelicki z 1925), resztki cmentarza z nielicznymi nagrobkami i drewniana dawna leśniczówka z początku XX wieku (w ewidencji zabytków).
W latach 1975–1998 miejscowość administracyjnie należała do województwa kaliskiego.
We wsi rośnie dąb szypułkowy "Bursztyn", wpisany do rejestru pomników przyrody.
Działa tu Ochotnicza Straż Pożarna założona w 1945.